# Chiesa di San Giovanni Evangelista (Alessandria)
La chiesa di San Giovanni Evangelista è, in ordine cronologico, il primo luogo di culto cattolico del quartiere "Cristo" di Alessandria.

## Storia

### Fondazione della parrocchia
In seguito alla demolizione di numerose abitazioni in città per ordine di Napoleone, presso il quartiere Cristo si verificò un aumento di popolazione. Pertanto Mons. D'Angennes, vescovo di Alessandria, istituì, con decreto del 12 febbraio 1825, la nuova parrocchia di san Giovanni Evangelista. In attesa della costruzione di una nuova chiesa, in posizione più consona alle esigenze pastorali, la nuova parrocchia trovò la sede provvisoria nella chiesa della confraternita del SS. Crocifisso (San Giovannino), in corso Roma. Nel 1826 vennero definiti i confini della parrocchia con quelli di Cantalupo e Casalbagliano.

### Costruzione della chiesa
Al parroco don Giovanni Barisone va il merito di aver attuato la costruzione della nuova chiesa, superando tutti i vincoli e divieti burocratici esistenti, determinati specialmente dagli impedimenti da parte dell'autorità militare. Dopo aver acquistato il terreno adatto, fece la domanda per ottenere le autorizzazioni necessarie per ben 3 volte con esito negativo. Una quarta domanda venne inoltrata nel maggio del 1895 ma l'autorizzazione giunse solo nel 1900 dopo l'approvazione della legge del 10 dicembre 1899 che regolava l'intera materia delle servitù militari. Ultimata la canonica e la navata destra, nella primavera del 1904, don Barisone vi si trasferì cominciando ad officiare, lasciando nella chiesa di San Giovannino il viceparroco don Giovanni Gamalero. Nell'ottobre del 1905 il vescovo Mons. Giuseppe Capecchi consacrò la chiesa.

### Completamento
Ultimata la costruzione con la sistemazione del pavimento e delle ultime opere murarie, la nuova chiesa necessitava degli arredi sacri e delle suppellettili. Nel 1925 il prevosto don Ferrarsi promosse iniziative per la costruzione dell'attuale campanile. Nel marzo 1929 vennero iniziati i lavori preparatori delle fondamenta e il 26 maggio il vescovo Mons. Milone benediceva la prima pietra. Il 14 settembre 1930 fu inaugurato con una solenne processione per le vie del rione. La popolazione donò, per voto, il trono della Madonna del Rosario inaugurato nella solenne processione del 15 maggio 1938 alla presenza del vescovo, svolta anche con carattere propiziatorio contro la siccità che colpiva le campagne circostanti. Durante il bombardamento del 30 aprile 1944, un ordigno esplose a lato della casa del sacrestano lesionandola e rompendo tutti i vetri della chiesa e della canonica, aprì, inoltre, alcune crepe nella cappella di San Giuseppe e alcune schegge colpirono anche il campanile, nelle vicinanze della cella campanaria. Il 13 giugno 1948 vi fu l'inaugurazione delle decorazioni nel presbiterio e nelle due cappelle laterali, opera dei pittori Piero Vignoli e Vittorio Bruno. Nel marzo del 1950 il presbiterio e l'abside si arricchirono di tre grandi affreschi relativi ai momenti della vita di San Giovanni evangelista e del dipinto del soffitto del transetto. Nella parte terminale dell'abside vi è l'affresco raffigurante il momento più importante della vita di San Giovanni evangelista quando, sotto la croce, Cristo gli affidò come madre la Madonna. Nelle cappelle laterali si trovano gli affreschi dell'Annunciazione e della Natività, mentre al centro del soffitto prospiciente alla cappella della Madonna del Rosario, contornato da due angeli, si vede il cuore di Maria trafitto da una spada, a richiamo della profezia di Simeone. L'aspetto mariano si completa con la nicchia che contiene la bella statua della Madonna del Santo Rosario protettrice del rione. I lavori si conclusero nel 1953 con il grandioso affresco del Redentore tra la popolazione e i lavoratori del rione, sopra la bussola della porta principale e con le decorazioni, tipo mosaico, poste nelle lunette soprastanti le tre porte d'ingresso. Tutte le decorazioni furono eseguite dal Vignoli. Nel 1954 venne realizzato il nuovo battistero in marmo. Nello stesso anno vennero donate dal pittore Bruno Martinetti i dipinti di Santa Rita e di Sant’Antonio che sostituirono le statuette degli stessi santi poste in nicchie. Le opere di abbellimento si conclusero con il rifacimento del presbiterio, dell'altare maggiore, della balaustra in marmo e con l'installazione di un moderno organo Carlo Vegezzi Bossi. Il disegno del nuovo altare, in stile moderno, era già stato più volte contrastato dalla commissione per l'arte sacra e la sua realizzazione fu resa possibile grazie al contributo di Mons. Giovanni Ferrofino. Nell'ottobre del 1960 vi è la posa del nuovo pavimento in marmelle rosso Levanto. Infine, nell'aprile del 1961 vennero posate due acquasantiere in botticino. Nel 2000 una forte scossa di terremoto colpì il Piemonte provocando alla chiesa danni consistenti. Due anni dopo furono eseguiti lavori di consolidamento con l'installazione di tiranti. Sempre nel 2002, il 17 maggio, alla presenza di Mons. Fernando Charrier, su sagrato della chiesa venne inaugurata la statua del Cristo risorto: opera dello scultore Fiorenzo Bacci di Todi, è posta sul basamento di una fontana con zampilli d'acqua. Presenta il Cristo redentore che si innalza al cielo mentre ai suoi piedi San Giovanni scrive il quarto vangelo. Nel 2010, in seguito alla conclusione dei lavori di restauro degli affreschi, per volontà di don Claudio Moschini venne installato il nuovo grande organo. L'opera, realizzata dalla casa organaria Mascioni, consta di circa 3200 canne. Fu inaugurato il 2 giugno 2010 dopo la benedizione del Card. Giuseppe Versaldi. Continuando i lavori di restauro della chiesa, nel 2011 si decise di ampliare il concerto di campane presenti in cella. Nel 2012 sono state installate le nuove vetrate istoriate. L'opera, effettuata dalla ditta “Arte Poli” di Verona, rappresenta gli episodi narrati nel Vangelo di San Giovanni. Il 2 giugno 2012, durante la Santa Messa Solenne, il Card. Versaldi ha benedetto quest'ultima opera d'arte, concludendo il lungo ciclo di lavori di abbellimento della Chiesa.

## Descrizione
La chiesa è a forma di croce latina in stile neoromanico, con tre navate. Le navate laterali hanno altezza inferiore a quella centrale, dalla quale differiscono anche nella forma. La navata centrale è costituita da un unicoarco in tutta la sua lunghezza, mentre quelle laterali sono formate ciascuna da quattro vele. Entrambe le navate laterali sono separate da quella centrale da quattro archi poggianti su pilastri. Le tre navate confluiscono nel transetto, delle stesse dimensioni di quella centrale. Il transetto è al centro a forma di vela, mentre le due parti laterali sono ad arco completo fino alle pareti perimetrali. Il presbiterio e l'abside conseguente continuano la struttura ad arco della navata centrale.

## Organi a canne
Il grande organo a canne della chiesa, costruito nel 2010 dalla ditta organaria Mascioni, è collocato nel transetto sinistro. A trasmissione meccanica, per le tastiere e il Pedale, con servoassistenza elettronica per i registri. Ha tre tastiere di 61 note ciascuna ed una pedaliera diritta di 32. Consta di circa 3200 canne. Fu inaugurato il 2 giugno 2010, dopo la benedizione del Card. Giuseppe Versaldi, con un concerto tenuto dal M° Massimo Nosetti.
Nell'abside è presente un altro organo, di dimensioni più modeste, della metà del XX secolo, della ditta Balbiani Vegezzi-Bossi.

## Campanile
Progettato dall'architetto Giuseppe Mina di Mede, il campanile è alto 46 metri alla guglia, a cui si deve aggiungere la croce che termina con la punta del parafulmine a 50 metri. La cella campanaria è posta a 32 metri. Ultimata la costruzione, nel 1932 vennero installate cinque campane, fuse il 25 agosto dalla ditta Achille Mazzola di Valduggia, collaudate il 7 settembre e benedette dal vescovo Milone l'11 settembre 1932. Nel 2011 venne ampliato il concerto, portandolo a quota 12 elementi. La ditta “ELTEC” fu incaricata di installare le nuove sette campane, fuse dalla ditta “Allanconi” di Crema.